# Campeonato Peruano de Fútbol Femenino de 2008
El Campeonato Peruano de Fútbol Femenino 2008 fue un torneo, que a pesar de su nombre, culminó en el 2009. Este torneo otorgó un cupo a la Copa Libertadores Femenina 2009.  Para participar en la etapa nacional, los equipos debían ocupar los primeros lugares en sus respectivos torneos regionales.

## Etapa regional[1]

### Arequipa

#### Apertura
| Club                                         | PJ | PG | PE | PP | Puntos |
| -------------------------------------------- | -- | -- | -- | -- | ------ |
| Universidad Nacional de San Agustín (IDUNSA) | 5  | 3  | 2  | 0  | 11     |
| Indoamérica                                  | 5  | 3  | 1  | 1  | 10     |
| White Star                                   | 5  | 2  | 3  | 0  | 9      |
| Sportivo Huracán                             | 5  | 1  | 3  | 1  | 6      |
| Deportivo Municipal Uchumayo                 | 5  | ?  | ?  | ?  | 3      |
| Vepia                                        | 5  | 4  | 1  | 0  | 1      |

Fecha 1:
Idunsa 2-2 White Star
Fecha 2:
Idunsa 1-1 Sportivo Huracán
Fecha 3:
Idunsa 3-1 Indoamérica
Fecha 4:
White Star 5-1 Vepia
Idunsa 1-0 Municipal
Indoamérica 4-1 Sportivo Huracán
Fecha 5:
Idunsa 2-0 Vepia
Huracán 3-0 Municipal
White Star 3-3 Indoamérica
| Club IDUNSA |
| --- |
| Cornejo Beltrán Elvira Zevallos Cruz Yesenia Quispe Huahuachambi Tatiana Carpio Luna Melissa Quirquihuaña Vargas Ana Cecilia Llacho Condori Maria Luz Ugarte Quispe Maribel Valdivia Deza Piareli Loza Delgado Suellen Turpo Zegarra Geraldine Leiva Gonzales Patricia Salazar Deza Cristina Paredes Patiño Amalia |

#### Clausura
| Club                                         | PJ | PG | PE | PP | GF | GC | Puntos |
| -------------------------------------------- | -- | -- | -- | -- | -- | -- | ------ |
| White Star                                   | 5  | 5  | 0  | 0  | 24 | 4  | 15     |
| Indoamérica                                  | 5  | 3  | 1  | 1  | 11 | 6  | 10     |
| Universidad Nacional de San Agustín (IDUNSA) | 5  | 3  | 1  | 1  | 7  | 5  | 10     |
| Deportivo Municipal Uchumayo                 | 5  | 1  | 1  | 3  | 3  | 12 | 4      |
| Vepia                                        | 5  | 0  | 1  | 4  | 1  | 11 | 1      |
| Sportivo Huracán                             | 5  | 0  | 2  | 3  | 0  | 8  | -1     |

Fecha 1 [Nov 2]
White Star   3-1 IDUNSA
Huracán      0-0 VEPIA
Municipal    0-5 Indoamérica
Fecha 2 [Nov 9]
IDUNSA       1-0 Huracán
Indoamérica  2-1 VEPIA
White Star   5-0 Municipal
Fecha 3 [Nov 16]
IDUNSA       1-1 Indoamérica
VEPIA        0-2 Municipal     
White Star   7-0 Huracán  
Fecha 4 [Nov 29]
IDUNSA       2-1 Municipal
Indoamérica  w/o Huracán      
White Star   5-0 VEPIA 
Fecha 5 (7 de diciembre)
Huracán      0-0 Municipal
IDUNSA       2-0 VEPIA 
White Star   4-3 Indoamérica   

#### Final
La final se jugó el 14 de diciembre del 2008. Ambos clubes pasaron a la siguiente etapa.
White Star   1-1 IDUNSA           [4-3 pen]

### Cajamarca
Participaron 7 equipos jugando una sola ronda todos contra todos.
| Club                            |
| ------------------------------- |
| Veterinaria FC                  |
| Mi Perú de Cochan               |
| Estudiantil Juan XXIII          |
| Universidad Alas Peruanas (UAP) |
| Nueva Generación Encañada       |
| Escuela de Universitario        |
| desconocido                     |

Fecha 3 (13 de Diciembre)
Veterinaria vs Mi Perú 
Juan XXIII vs UAP
Nueva Generación vs Escuela de Universitario

## Etapa nacional
Clasifican a la semifinal los campeones de cada serie y el mejor segundo que se determinará por: mejor puntaje entre los segundos de cada grupo o mejor diferencia de goles.

### Fase grupos
| Club                                  | PJ | PG | PE | PP | GF | GC | DF  | Puntos | Clasifica |
| ------------------------------------- | -- | -- | -- | -- | -- | -- | --- | ------ | --------- |
| Idunsa de Arequipa                    | 3  | 3  | 0  | 0  | 16 | 01 | 15  | 9      | Primero   |
| Diablos Rojos Puno                    | 3  | 2  | 0  | 1  | 5  | 9  | -4  | 6      | Eliminado |
| San Francisco de Húanuco              | 3  | 1  | 0  | 2  | 6  | 7  | -1  | 3      | Eliminado |
| Universidad de Chiclayo de Lambayeque | 3  | 0  | 0  | 3  | 0  | 10 | -10 | 0      | Eliminado |

| Club                                  | PJ | PG | PE | PP | GF | GC | DF | Puntos | Clasifica     |
| ------------------------------------- | -- | -- | -- | -- | -- | -- | -- | ------ | ------------- |
| Atlético Deportivo Oriente de Iquitos | 3  | 2  | 1  | 0  | 9  | 2  | 7  | 7      | Primero       |
| Estudiantes Universitarios de Cusco   | 3  | 2  | 0  | 1  | 7  | 7  | 0  | 6      | Mejor segundo |
| Arías Aragüez de Tacna                | 3  | 0  | 2  | 1  | 3  | 5  | -2 | 2      | Eliminado     |
| Cajamarca                             | 3  | 0  | 1  | 2  | 2  | 7  | -5 | 1      | Eliminado     |

| Club                       | PJ | PG | PE | PP | GF | GC | DF  | Puntos | Clasifica |
| -------------------------- | -- | -- | -- | -- | -- | -- | --- | ------ | --------- |
| White Star de Arequipa     | 3  | 3  | 0  | 0  | 17 | 0  | 17  | 6      | Primero   |
| Las Mercedes de Apurímac   | 3  | 2  | 0  | 1  | 6  | 6  | 0   | 6      | Eliminado |
| Cruz del Siglo de Moquegua | 3  | 1  | 0  | 2  | 2  | 13 | -11 | 3      | Eliminado |
| Ayacucho (no se presentó)  | 3  | 0  | 0  | 3  | 0  | 6  | -6  | 0      | Eliminado |

(*) Apurimac ganó en la 1.ª fecha por WO a Ayacucho que no se presentó al campeonato
(**) Moquegua ganó en la 2.ª Fecha por WO a Ayacucho que no se presentó al campeonato.
(***) White Star ganó en la 3.ª fecha por WO a Ayacucho que no se presentó al campeonato.
(****) Cusco pasó como mejor segundo por tener una mejor diferencia de goles a favor (7) que Apurimac (6)
Fecha 1:
En el “Monumental Arequipa”
Idunsa 8-0 a Diablos Rojos de Puno con tantos de la capitana Katleen Rivera (3), Lenny Aubert (3), Carla Gonzales y Mayra Guerrero.
San Francisco de Huánuco 4-0 a Universidad de Chiclayo (Lambayeque) con anotaciones de Lia Durand, Rosa Pizarro (2) y Gaby Romero.
Estudiantes Universitario 3-1 a Cajamarca que comenzó ganando con anotación de Lorena Roncalla. Las imperiales reaccionaron y convirtieron tres tantos: Katy Pamcorbo (2, uno de penal) y Luz Herrera.
Estadio Melgar
Atlético Deportico Oriente de Loreto empató 1-1 con Arías Aragüez de Tacna. Para las loretanas convirtió Rosa Salazar y para las tacneñas lo hizo Mariela Abad Reaño.
White Star 9-0 Cruz del Siglo de Moquegua con tantos de Susan Salas (5), Katy Sánz (2), Kimberly Lazo y Eleana Sánchez.
Las Mercedes de Apurimac ganó por WO (2-0) a Ayacucho.
Fecha 3: Viernes 3 de abril del 2009
Estadio Melgar
9 a. m. Puno vs Lambayeque
10.20 a. m. Estudiantes Universitarios de Cusco vs Atlético Deportivo Oriente de Iquitos
11.40 a. m. Moquegua vs Apurimac
Estadio Unsa
1:00 p. m. Cajamarca vs Tacna
2.20 p. m. Idunsa vs Huánuco
3.40 p. m. white Star vs Ayacucho

### Semifinal
ESTADIO MELGAR
09:00 a. m. Idunsa – Estudiantes Universitario de Cusco
10.30 a. m. White Star – Atlético Deportivo Oriente de Loreto

### Final
White Star 3-2 Estudiantes Universitarios (Cusco)
Arbitro: 
Pamela Chávez 
| Evelyn Rondán                   |            |
| Nohelia Soto                    |            |
| Eleana Sánchez                  |            |
| Eugenia Gonzáles                |            |
| Sofía Pacheco                   |            |
| Lucia Segales                   |            |
| Kimberly Lazo                   | Salió      |
| Carmen Coaquira                 |            |
| Mirian Sánchez                  |            |
| Susan Salas                     |            |
| Katty Sánz                      |            |
| Entrenadora                     | Inés Chite |
| Cambios: Mariela Alcázar x Lazo | Entró      |

| Yolanda Hidalgo                    |                     |
| Janet Ponce                        |                     |
| Ernestina Zegarra                  |                     |
| Fiorella Oblitas TA                |                     |
| Sadi Ttito                         |                     |
| Zenaida Corrales TA                |                     |
| Jane Gonzales                      |                     |
| Mayra Hermoza                      | Salió               |
| Katty Pamcorbo                     |                     |
| Rocio Valdeiglésias                |                     |
| Wendy Beizaga                      |                     |
| Entrenador                         | Rider Tony Pacheco. |
| Cambios: Dalmy Caunalla x Hermoza. | Entró               |

| Goles | Goles                                    |                |
| --- | ---------------------------------------- | -------------- |
| \| Anotado \| ?'PT \| Katty Sánz \| \| Anotado \| 79' \| María Gonzáles \| \| Anotado \| ?' \| Lucia Segales \| | ?´PT Katty Pamcorbo 26´ST, Jane Gonzáles |                |
| Anotado | ?'PT                                     | Katty Sánz     |
| Anotado | 79'                                      | María Gonzáles |
| Anotado | ?'                                       | Lucia Segales  |